# Département de la Saoura
1957–1962
Entités précédentes :
- Territoires du Sud

Entités suivantes :
- Saïda (1958)
- Saoura (1962)

Le département de la Saoura était un département français du Sahara créé le 7 août 1957 à la suite du démantèlement des Territoires du Sud.
Ce département, d'une superficie de 789 660 km2 pour une population de 166 124 habitants[Quand ?], recouvrait la majeure partie de l'ancien territoire d'Aïn Sefra, moins le secteur qui en était située au nord de l'Atlas saharien.
Sa préfecture se situait à Colomb-Béchar. Le territoire était divisés en six arrondissements, dont les sous-préfectures étaient situées à Colomb-Béchar, Adrar, Béni Abbès, El Abiodh Sidi Cheikh, Timimoun et Tindouf.
Le département de la Saoura fut de nouveau démantelé après l'indépendance de l'Algérie en plusieurs wilayas : Adrar (1974), Béchar (1974) et Tindouf (1984).